# Спиридонов, Лев Иванович
Лев Иванович Спиридонов (9 апреля 1929, г. Ленинград — 7 декабря 1999, г. Санкт-Петербург) — советский и российский учёный-правовед, криминолог, социолог, доктор юридических наук, профессор, Заслуженный деятель науки Российской Федерации.

## Биография

Могила Льва Спиридонова на Богословском кладбище Санкт-Петербурга.

Родился 9 апреля 1929 года в Ленинграде. Его судьба во многом обычна для поколения 30-х годов XX века — арест и расстрел отца, ссылка матери на 10 лет в лагеря, первые шаги трудового пути в блокадном Ленинграде (работал водопроводчиком). В 1948 году Л. И. Спиридонов поступил в Ленинградский юридический институт им. М. И. Калинина (ЛЮИ), который окончил с отличием в 1952 году.
С 1952 по 1966 годы он работал в Ленинградской областной коллегии адвокатов. Практическую деятельность Л. И. Спиридонов совмещал с плодотворными научными исследованиями. В 1966 году Л. И. Спиридонов успешно защищает кандидатскую диссертацию по земельному праву под руководством крупного цивилиста — профессора Л.И. Дембо. В 1973 году он защитил диссертацию на соискание ученой степени доктора юридических наук. С 1966 по 1975 годы Л. И. Спиридонов — научный сотрудник, а затем заведующий лабораторией НИИ комплексных социальных исследований при ЛГУ им. А. А. Жданова (НИИКСИ). В 1975 году Л. И. Спиридонов, по приглашению C.М. Крылова, переезжает на работу в Москву, в Академию МВД СССР, где он сформировал и возглавил первую в нашей стране кафедру уголовной политики и уголовного права.
В 1978 году Л. И. Спиридонов возвращается в Ленинград. С 1978 по 1985 годы он возглавляет кафедру общественных наук и юридических дисциплин Ленинградских высших курсов штабных работников Академии МВД СССР. С 1985 по 1997 годы Л. И. Спиридонов — начальник кафедры государственно-правовых дисциплин Ленинградского факультета заочного обучения Московской высшей школы МВД СССР (1985—1986), Ленинградского филиала Академии МВД СССР (1986—1991), Санкт-Петербургской высшей школы МВД РФ (1991—1997). В 1999 году ему было присвоено звание Заслуженного деятеля науки Российской Федерации.
Лев Иванович Спиридонов умер 7 декабря 1999 года в г. Санкт-Петербурге.

## Научная деятельность
Несмотря на окончание с отличием ЛЮИ Лев Иванович долго не мог устроиться на работу (сын врага народа). С большими сложностями смог трудоустроиться в областную коллегию адвокатов — в г. Приозерск. Но тяга к научной деятельности взяла своё: в 1966 году по приглашению Д.А. Керимова Лев Иванович начинает работать научным сотрудником в НИИКСИ. С 1966 по 1975 годы Львом Ивановичем совместно с сотрудниками НИИКСИ был проведён не один десяток комплексных исследований с последующей разработкой планов социального развития предприятий (в частности — НПО «Светлана»), районов (например, Выборгского района Ленинграда), городов и более крупных регионов.
В период работы в НИИКСИ им опубликованы в сборнике «Человек и общество», а также в «Вестнике ЛГУ» такие статьи, как «Методологические проблемы теоретического и конкретного социального исследования», «Социализация индивида как функция общества», «Социология и правоведение», «О диалектике социального и правового развития», не потерявшие актуальности и сегодня. Им же написан раздел коллективной монографии «Вопросы теории и практики правовой пропаганды» (под редакцией Д.А. Керимова и Л.И. Спиридонова). Все это стало подготовительной работой к написанию докторской диссертации, которая была блестяще защищена в 1973 году.
«Социальное развитие и право» — не только тема докторской диссертации Льва Ивановича, но и название монографии (Л., 1973). Эта работа, оставшаяся мало замеченной научным сообществом, является практически единственным в юриспруденции исследованием, в котором всемирно-исторический процесс (с акцентом на политико-правовую его сторону) проанализирован с точки зрения восхождения от абстрактного к конкретному.
За период работы в Ленинграде (с 1978 года) Л.И. Спиридоновым написано несколько важных работ, из которых необходимо выделить две фундаментальные монографии: «Социология уголовного права» (М., 1986) и «Абстрактное и конкретное в советском правоведении» (в соавторстве с Ю.А. Денисовым — Л., 1987). «Социология уголовного права» — одно из интереснейших криминологических исследований, в котором обосновываются нетривиальные для нашей юриспруденции идеи, например, о преступлениях mala in se, о состоянии общества как криминогенном факторе, об уголовной ответственности как правоотношении и многие другие. «Абстрактное и конкретное в советском правоведении» также содержит нетрадиционную, вызывающую раздражение ортодоксов идею о том, что право представляет собой лишь момент, сторону общества, а поэтому юриспруденция, по сути, — это частная социологическая теория.
Перу Л. И. Спиридонова принадлежит более 100 научных публикаций. В 1995 году увидел свет «спиридоновский» курс лекций по теории государства и права, удостоенный первой премии «За успехи в юридической науке» (1996, Санкт-Петербург).

## Основные труды
- Спиридонов Л.И. Социальное развитие и право. — Л.: Изд-во ЛГУ, 1973. — 205 с.
- Спиридонов Л.И. Социология уголовного права. — М.: Юридическая литература, 1986. — 240 с.
- Денисов Ю.А., Спиридонов Л.И. Абстрактное и конкретное в советском правоведении. — Л.: Наука. Ленингр. отд-ние, 1987. — 207 с.
- Спиридонов Л.И. Избранные произведения: Философия и теория права; Социология уголовного права; Криминология / Науч. ред. И. Л. Честнов. — СПб.: Изд-во Санкт-Петербургского института права им. Принца П. Г. Ольденбургского, 2002. — 392 с. — ISBN 587795069X.
- Спиридонов Л.И. Теория права и государства: Допущено МВД РФ в качестве учебника для курсантов, слушателей и студентов образовательных учреждений МВД России юридического профиля / Под. ред. В.П. Сальникова. — СПб.: Фонд «Университет», 2004. — 280 с. — ISBN 5935980738.